# Gare d'Oppuers
La gare d'Oppuers (en néerlandais : station Oppuurs) est une gare ferroviaire belge, fermée, de la ligne 52, de Termonde à Anvers. Elle est située à Oppuers, section de la commune de Puers-Saint-Amand, dans la Province d'Anvers en Région flamande. 

## Histoire
Le bâtiment de la gare est de type 1893 L6 est construit en 1911. 
La gare est fermée en mai 1980, tout juste cent ans après son ouverture.

## Patrimoine ferroviaire
Contrairement à de nombreuses autres stations, la gare a conservé son bâtiment. 
Elle fait maintenant partie, avec les gare de Baesrode-Nord, de Saint-Amand et de Puers, de la ligne touristique de chemin de fer à vapeur Termonde - Puers qui est exploité par l'association Amis belges de la locomotive à vapeur (BVS). 